# Вятър ечи, Балкан стене
„Вятър ечи, Балкан стене“ е възрожденска песен от поета Добри Чинтулов.
Първите данни за изпълнението на песента са от 1862 г. Текстът ѝ е публикуван за първи път през 1863 г. Оригиналният текст се състои от 13 куплета, но първите три са най-популярни и те се изпълняват най-често. Тази творба е създадена от Добри Чинтулов като песен през учебните часове, в които е преподавал по музика (в родния си град Сливен), по този начин тя се разпространява и достига до целия български народ по устен път (като народна песен). Създадена, за да пробуди българския народ с цел освобождение от османското робство, тя го постига и помага за българската пробуда.
| „ | Вятър ечи, Балкан стене, сам юнак на коня с тръба зове свойте братя: всички на оръжие! Дойде време, ставайте, от сън се събуждайте, доста робство и тиранство, всички на оръжие! Който носи мъжко сърце и българско име, да препаше тънка сабя, знаме да развие! Добри Чинтулов | “ |